# Ho-Ni III
Ho-Ni III – japońskie działo samobieżne z okresu II wojny światowej wykorzystujące podwozie czołgu Typ 3 Chi-Nu. Uzbrojone w działo przeciwpancerne kalibru 75 mm (przebijalność pancerza 75 mm z odległości 900 m). W odróżnieniu od uzbrojonego w tę samą armatę działa Ho-Ni posiadało zamknięty przedział bojowy.